# 1011 (szám)
Az 1011 (római számmal: MXI) egy természetes szám.

## A szám a matematikában
A tízes számrendszerbeli 1011-es a kettes számrendszerben 1111110011, a nyolcas számrendszerben 1763, a tizenhatos számrendszerben 3F3 alakban írható fel.
Az 1011 páratlan szám, összetett szám, félprím. Kanonikus alakja 31 · 3371, normálalakban az 1,011 · 103 szorzattal írható fel. Négy osztója van a természetes számok halmazán, ezek növekvő sorrendben: 1, 3, 337 és 1011.
Harshad-szám.
Huszonhat szám valódiosztó-összegeként áll elő, melyek közül a legkisebb az 1869.

## Csillagászat
- 1011 Laodamia kisbolygó